# Hans-Dieter Seelmann

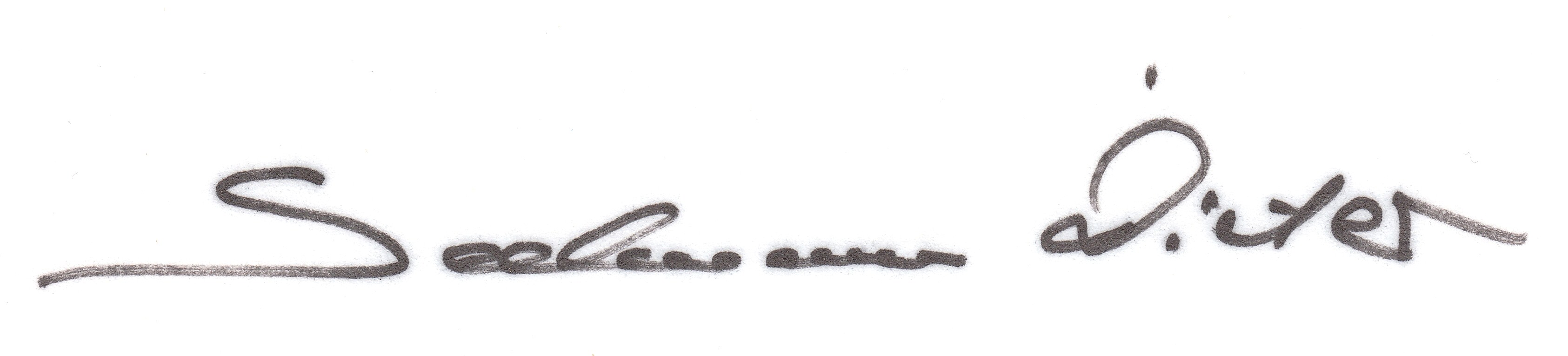
Autogramm aus den späten 1970er Jahren

Hans-Dieter Seelmann (* 18. September 1952 in München) ist ein ehemaliger deutscher Fußballspieler, der meistens in der Abwehr zum Einsatz kam.

## Laufbahn
Das Talent von Hans-Dieter Seelmann führte ihn bereits in der Saison 1970/71 in die A-Juniorenauswahl des DFB. Am 25. November 1970 debütierte er beim Länderspiel der DFB-Jugend in Lübeck gegen Schweden an der Seite von Torhüter Rudi Kargus, Manfred Kaltz und Ronald Worm. Seelmann dirigierte die deutsche Defensive. Im Jahr 1971 wurde die Münchner Defensiv-Hoffnung in acht weiteren Jugendländerspielen eingesetzt, darunter auch beim UEFA-Turnier im Mai in der Tschechoslowakei.
Seelmann gelang für die Saison 1971/72 der Sprung von der Nachwuchsmannschaft des TSV 1860 München in den Profikader. Gleich in seinem ersten Profijahr in der alten zweitklassigen Regionalliga Süd absolvierte er 32 Spiele (von 36 möglichen) und erzielte einen Treffer im Heimspiel gegen den KSV Hessen Kassel, das 1:1 endete. In der Rückrunde in seinem ersten Seniorenjahr wurde er von DFB-Trainer Jupp Derwall im Februar, März und April 1972 dreimal in die deutsche Fußballnationalmannschaft der Amateure berufen. Ebenfalls kam er am 29. März 1972 zu einem Einsatz in der deutschen B-Fußballnationalmannschaft. Zur Aufnahme in den Kader für das Olympiaturnier 1972 in München reichte es dann aber nicht. Mit 1860 belegte Seelmann in den letzten drei Runden der alten Regionalliga – 1972 bis 1974 – jeweils den dritten Rang und verpasste damit gegenüber Kickers Offenbach, Bayern Hof, SV Darmstadt 98, Karlsruher SC, FC Augsburg und dem 1. FC Nürnberg den Einzug in die Bundesliga-Aufstiegsrunde.
Seelmann blieb den Löwen insgesamt fünf Spielzeiten bis zum Saisonende 1975/76 treu. Als aber wiederholt der anvisierte Bundesliga-Aufstieg verpasst wurde und der Verein aufgrund der zunehmenden Verschuldung zu rigorosen Sparmaßnahmen gezwungen war, ging Seelmann zum Amateurligisten Wormatia Worms. Insgesamt absolvierte Seelmann, der zuletzt sogar zum Mannschaftskapitän aufgestiegen war, 131 Punktspiele im weiß-blauen Trikot – von 1974 bis 1976 in der 2. Fußball-Bundesliga: 43 Spiele mit einem Tor – und erzielte dabei immerhin vier Treffer.
Ausgerechnet in der ersten Saison ohne Seelmann (1976/77) gelang den Münchner Löwen dann doch der Aufstieg in die erste Bundesliga. Beim alles entscheidenden 2:0-Sieg seiner früheren Mannschaft im Frankfurter Waldstadion gegen Arminia Bielefeld war Seelmann anwesend. Eigentlich hätte er sich über den Aufstieg seines Lieblingsvereins freuen sollen, zumal er sogar 500 Deutsche Mark auf deren Sieg gewettet hatte. Doch stellte er im Kreise seiner ehemaligen Kameraden enttäuscht fest, dass es immer sein Traum war, mit den Löwen aufzusteigen, er jetzt aber nicht mehr dazu gehört und dass ihm deswegen das Herz blutet.
Vielleicht war es ein kleiner Trost für ihn, dass seinem neuen Verein Wormatia Worms nur wenige Tage später ebenfalls ein Aufstieg gelang: Worms setzte sich in der Aufstiegsrunde im Südwesten gegen Borussia Neunkirchen und TuS Neuendorf durch und stieg in jene Zweite Bundesliga Süd auf, die sein ehemaliger Verein gerade in Richtung Bundesliga verlassen hatte.
Doch weil die Münchner bereits nach einer Saison wieder abstiegen und Wormatia Worms die Klasse hielt, stand Seelmann seinen alten Kameraden in der Saison 1978/79 erstmals auf dem Spielfeld gegenüber. Als 1860 München zum Saisonende dann abermals in die Bundesliga aufstieg, wechselte Seelmann nach 60 Spielen und drei Treffern von 1977 bis 1979 in der 2. Bundesliga für Worms zurück zu den Sechzigern, kam jedoch zu keinem einzigen Einsatz und verließ den Verein vor der Saison 1980/81 in Richtung SpVgg Fürth. Für die Kleeblätter absolvierte er in drei Spielzeiten insgesamt 87 Spiele (in denen er zwei Tore erzielte), bevor er seine aktive Karriere zum Saisonende 1982/83 beendete.